# Гришин Олександр Миколайович
Олександр Миколайович Гришин (рос. Александр Николаевич Гришин; 27 березня 1975, м. Павловський Посад, СРСР) — російський хокеїст, захисник.
Виступав за «Сєвєрсталь» (Череповець), «Кристал» (Електросталь), «Спартак» (Москва), «Амур» (Хабаровськ), «Крила Рад» (Москва), «Салават Юлаєв» (Уфа), «Сибір» (Новосибірськ), «Витязь» (Чехов), «Автомобіліст» (Єкатеринбург), «Хімік» (Воскресенськ), «Рубін» (Тюмень), «Молот-Прикам'я» (Перм), «Сокіл» (Київ).

## Досягнення
- Чемпіон ВХЛ (2011).